# Östra Strö kyrka
För andra betydelser, se Strö kyrka (olika betydelser).
Östra Strö kyrka ligger i byn Östra Strö. Den tillhör i Eslövs församling i Lunds stift.

## Kyrkobyggnaden
Kyrkan dateras till 1100-talets andra hälft , men av denna finns idag inte mycket mer än koret kvar, vilket idag fungerar som sakristia. På 1400-talet slogs valven. År 1794 byggde man om tornet och 1865 även långhuset samtidigt som korsarmar byggdes.
I sakristian (gamla koret) finns medeltida kalkmålningar som dateras till runt år 1500, som antas vara utförda av Anders Johansson. Kyrkan återinvigdes 2004 efter en renovering.

## Inventarier
- Predikstolen av trä dateras till 1592 [1] av den så kallade Malmösnidaren.
- Dopfunten är tidigmedeltida med ett mässingsdopfat från 1500-talets första hälft.
- En alabasterrelief från 1500-talet, tillverkad i Nederländerna, finns i altarskåpet.

### Orgel
- Den nuvarande orgeln byggdes 1904 av Eskil Lundén, Göteborg och är en mekanisk orgel.

| Manual              | Pedal   |
| Borduna 16´ B/D     | Bihängd |
| Principal 8´        |         |
| Flûte Harmonique 8' |         |
| Salicional 8'       |         |
| Gamba 8' B/D        |         |
| Octava 4'           |         |
| Violin 4'           |         |
| Octava 2'           |         |
| Trumpet 8'          |         |